# Ernst Otto Beckmann
Ernst Otto Beckmann (n. 4 iulie 1853 – d. 12 iulie 1923) a fost un chimist și farmacist german, recunoscut pentru inventarea termometrului Beckmann și pentru descoperirea reacției de transpoziție Beckmann.